# Stefan Heße
Stefan Heße (* 7. srpna 1966, Kolín) je německý římskokatolický prelát a hamburský arcibiskup. Je nejmladším biskupem v Německu.

## Biskupská linie
- kardinál Scipione Rebiba
- kardinál Giulio Antonio Santorio (1566)
- kardinál Girolamo Bernerio, OP (1586)
- arcibiskup Galeazzo Sanvitale (1604)
- kardinál Ludovico Ludovisi (1621)
- kardinál Luigi Caetani (1622)
- kardinál Ulderico Carpegna (1630)
- kardinál Paluzzo Paluzzi Altieri degli Albertoni (1666)
- papež Benedikt XIII (1675)
- papež Benedikt XIV (1724)
- papež Kliment XIII. (1743)
- kardinál Marco Antonio Colonna (1762)
- kardinál Hyacinthe Sigismond Gerdil, CRSP (1777)
- kardinál Giulio Maria della Somaglia (1788)
- kardinál Carlo Odescalchi, SJ (1823)
- svatý Evžen de Mazenod, OMI (1832)
- arcibiskup Joseph-Hippolyte Guibert, OMI (1842)
- kardinál François-Marie-Benjamin Richard (1872)
- kardinál Pietro Gasparri (1898)
- arcibiskup Cesare Orsenigo (1922)
- kardinál Lorenz Jaeger (1941)
- arcibiskup Johannes Joachim Degenhardt (1968)
- biskup Franz-Josef Hermann Bode (1991)
- arcibiskup Stefan Heße (2015)